# Kościół Matki Bożej Anielskiej w Bielczy
Kościół Matki Bożej Anielskiej – zabytkowy rzymskokatolicki kościół parafialny w Bielczy w województwie małopolskim, w powiecie brzeskim, w gminie Borzęcin.
Autorem projektu o nieregularnym planie był architekt Jan Sas-Zubrzycki. Prace budowlane trwały w latach 1906–1907. 
Kościół został wpisany do rejestru zabytków nieruchomych województwa małopolskiego. 

## Historia
W centrum wsi, nad meandrem rzeki Uszwicy stała kapliczka z figurą III Upadku Chrystusa. W latach 1835–1848 kapliczkę powiększono dostawiając do niej drewniany kościół, który w roku 1905 przesunięto na miejsce dzisiejszej plebanii i w 1908 rozebrano  . Budowa nowego murowanego kościoła, według projektu Jana Sas-Zubrzyckiego trwała w latach 1906–1907.

## Architektura
Obiekt został wzniesiony w stylu nadwiślańskim. Budynek jest murowany z cegły i kamienia, dwunawowy z transeptem. Transept jest szerszy od nawy głównej, zamknięty trójściennymi apsydami. Nawa główna posiada dwa przęsła i jedno szersze przęsło chórowe. Prezbiterium jest tej samej szerokości co nawa, zakończone pięcioboczną apsydą. Nawe boczną poprzedza szersza wieża na planie kwadratu. Wieża w fasadzie w dolnej części jest kamienna, powyżej ceglana, nakryta dachem czterospadowym z przełamaniem. Na skrzyżowaniu kalenic nawy i transeptu znajduje się sygnaturka.

## Wyposażenie
- Ołtarz z poprzedniego drewnianego kościoła przeniesiono do nowego jako ołtarz główny a następnie do bocznej kaplicy różańcowej;
- ołtarz główny i dwa boczne, autorstwa Wojciecha Samka[5][3] ;
- krzyż – odlew miedziany, pozłacany, ryty. Na ramionach krzyża znajdują się symbole ewangelistów. Znajduje się w Muzeum Diecezjalnym w Tarnowie[6];
- figura III Upadku Chrystusa z poprzedniego kościoła, z 1. poł. XIX w;
- chrzcielnica drewniana i ambona, neogotyckie z XX wieku[3] .